# Мронгово
Мронгово (пол. Mrągowo, старо-пол. Ządźbork, до 1945 нем. Sensburg) — город на северо-востоке Польши в Варминьско-Мазурском воеводстве, центр одноимённой гмины и Мронговского повята. Занимает площадь 14,81 км². Население — 21889 человек (на 2018 год).

## История
В 1945 году город Зенсбург был переименован в Мронгово в честь польского учёного XIX века Кшиштофа Мронговиуша.

## Памятники
В реестр охраняемых памятников Варминьско-Мазурского воеводства занесены:
- Городская планировка старого города XV—XVIII/XIX вв.
- Костёл св. Войцеха 1892—1896 гг.
- Плебания конец XIX в.
- Лютеранско-аугсбургская церковь 1734 г.
- Синагога 1895—96 гг.
- Лютеранско-аугсбургские кладбища
- Ратуша 1824, 1908 г.
- Смотровая башня 1898 г.
- Школа 1900 г.
- Мельница конца XIX в.
- Дом начала XX в. по пл. Кайки, 6
- Дом 1908 г. по ул. Костюшко, 2
- Дома середины XIX — начала XX в. по ул. Кёнигсбергской, 1, 4, 7, 16, 18, 23, 25, 26, 41, 49
- Окружной суд 1898 г.
- Староство 1912—1913 гг.
- Дом 1906—1907 гг. по ул. Мронговиуша, 29а
- Дом 1930 г. по ул. На Островию, 6
- Дома середины — 2 половины XIX в. по ул. Ратушевой, 7, 9
- Дома середины XIX в. — 1918 г. по ул. Рузвельта, 7, 20, 29
- Дома середины XIX в. — 1932 г. по ул. Варшавской, 4, 8, 10, 13, 22
- Здание Школы медсестер начала XX в.
- Комплекс пехотных казарм конца XIX в.
- Дома конца XIX — начала XX в. по ул. Жеромского, 3, 7
- Комплекс городского газового завода 1905—30 гг.
- Зернохранилище XIX в.

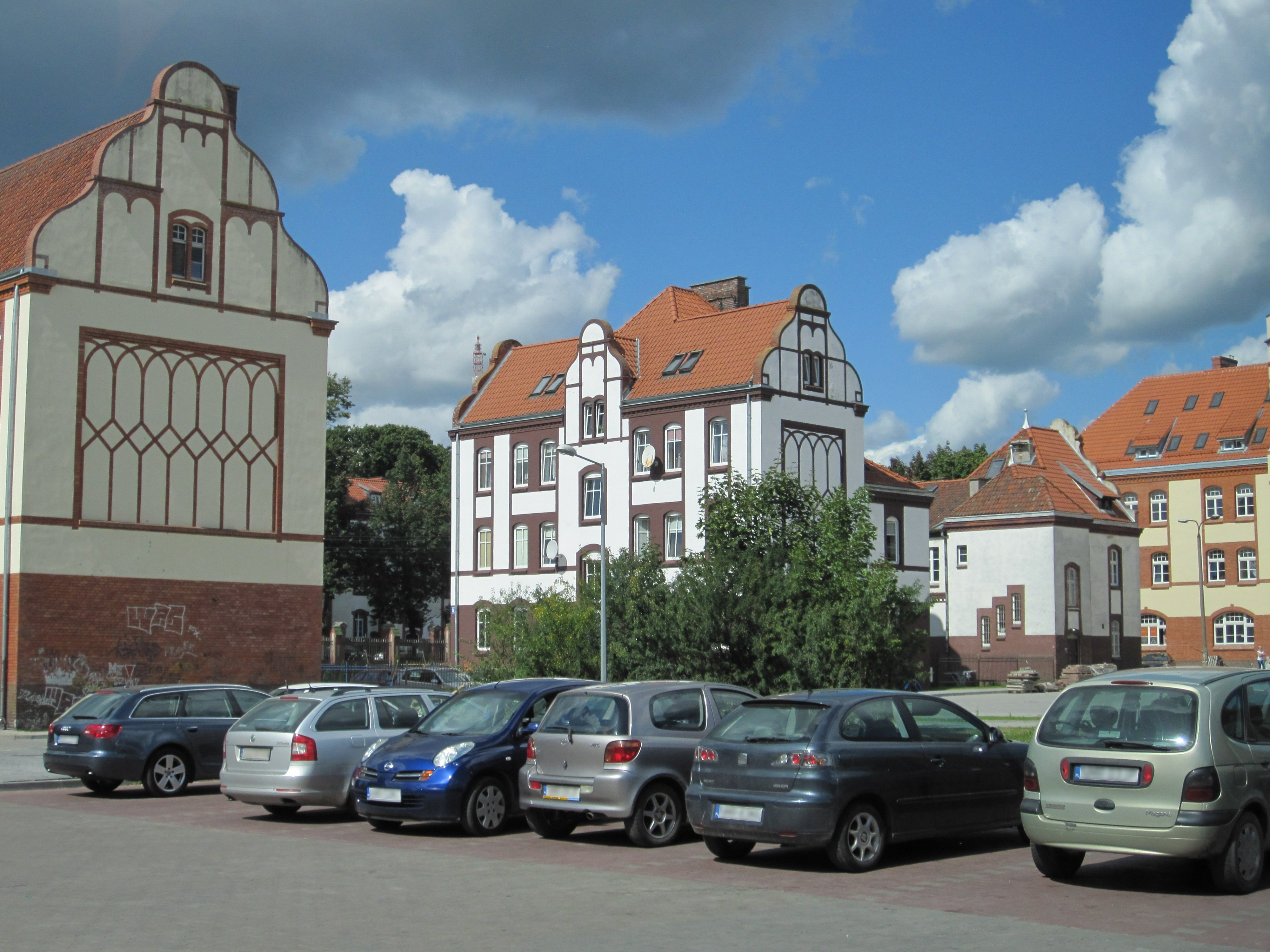
Комплекс пехотных казарм
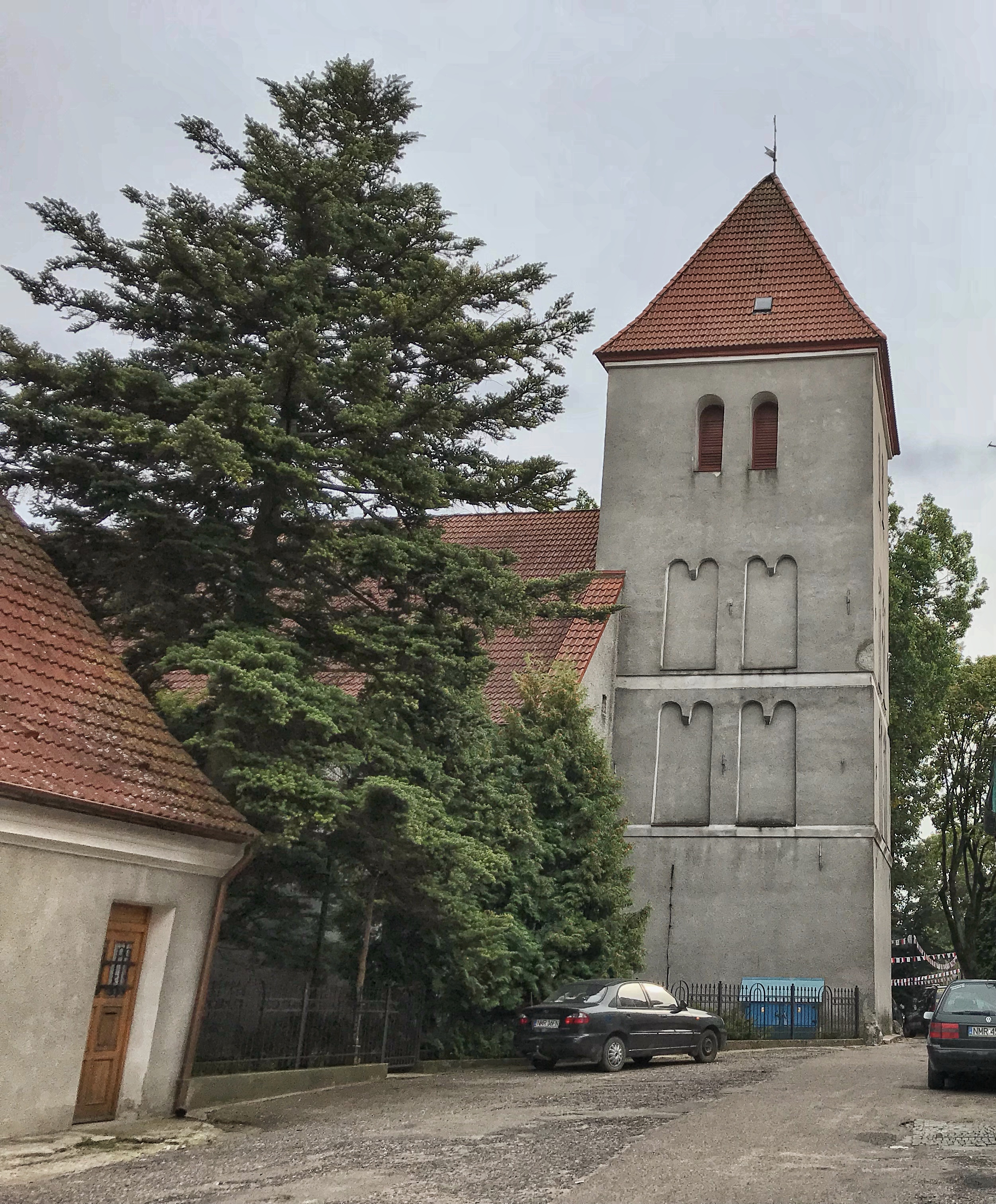
Лютеранско-аугсбургская церковь
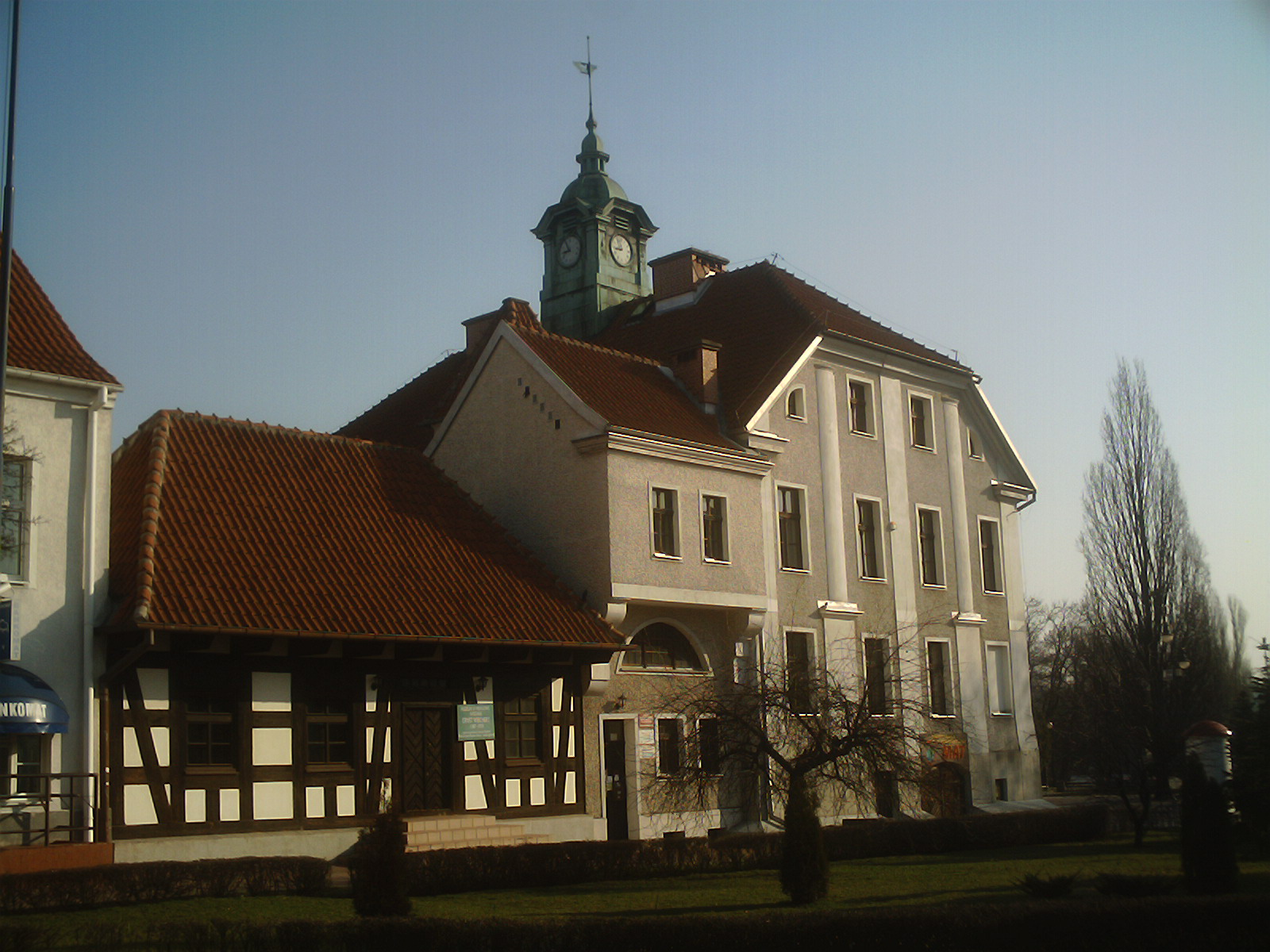
Ратуша
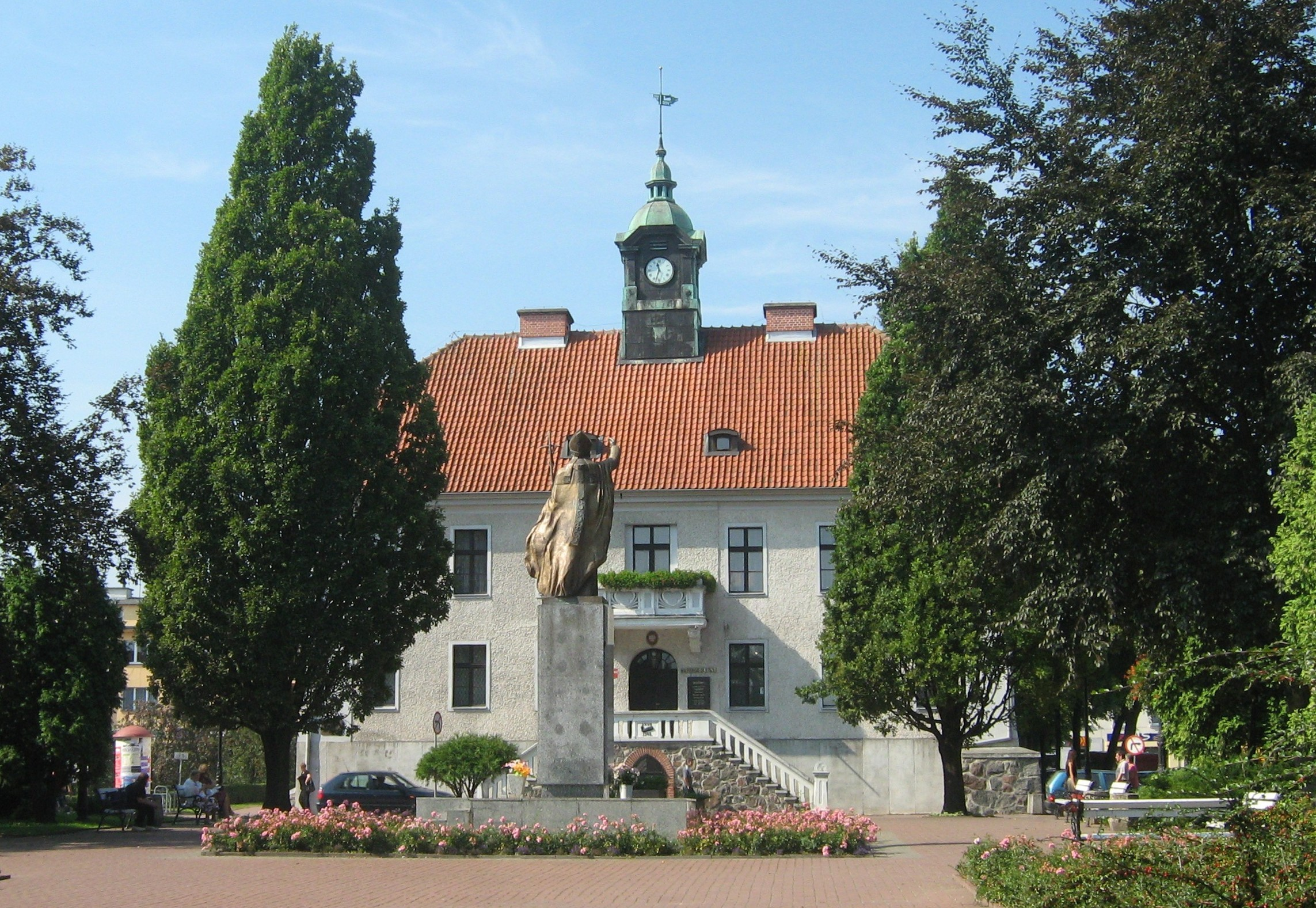
Ратуша, построена в 1825 году
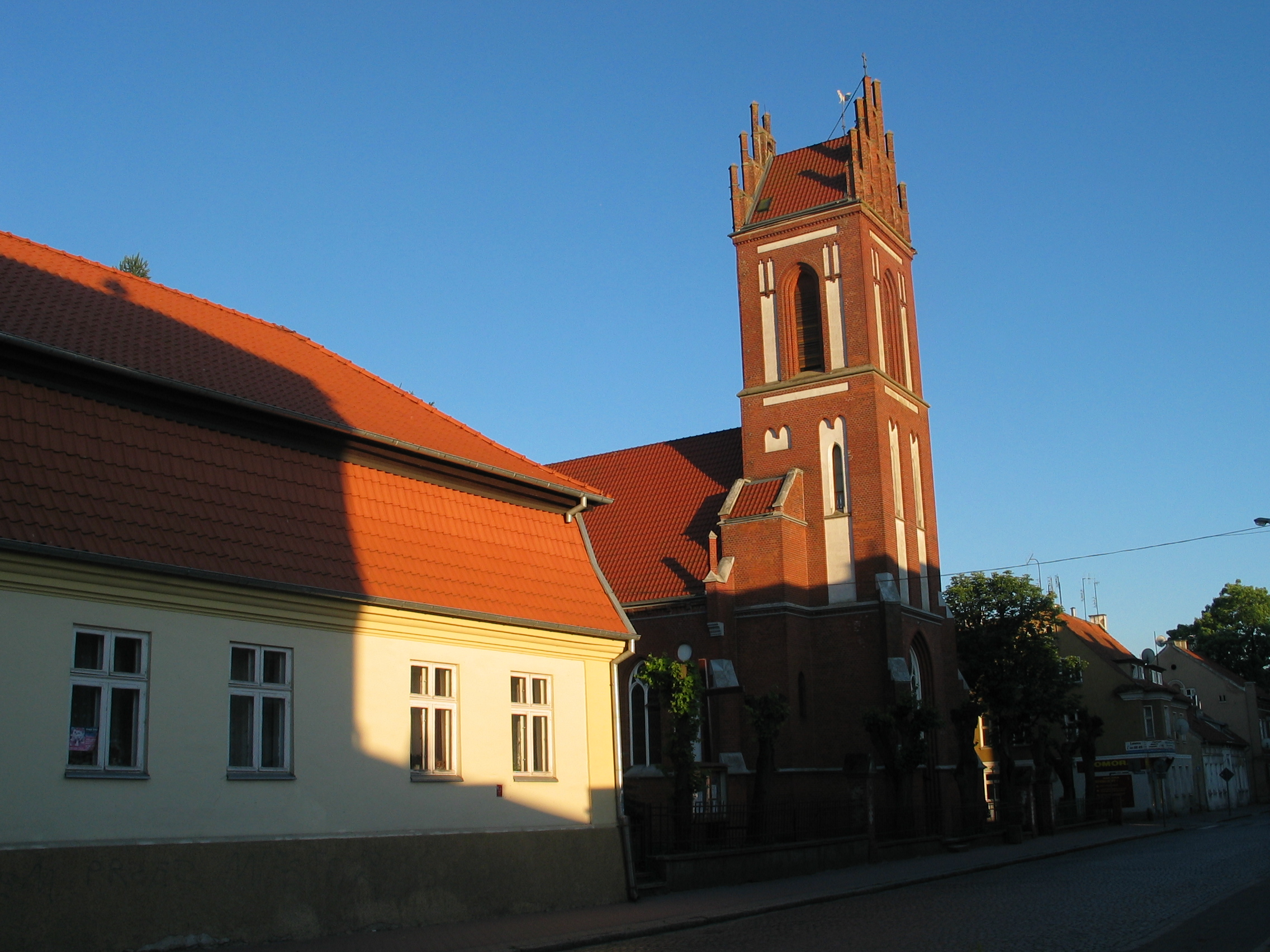
Католическая церковь Святого Адальберта
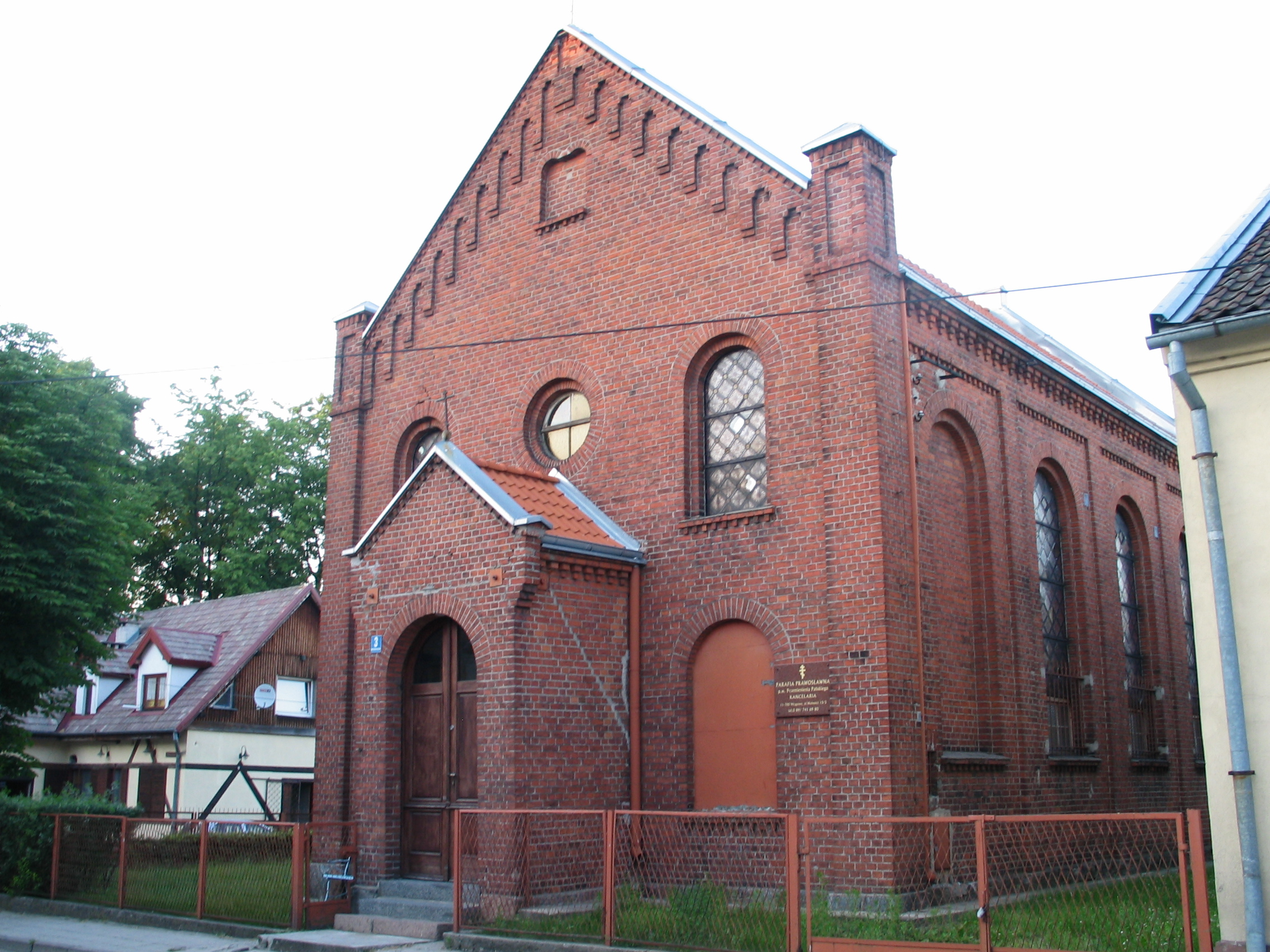
Православная церковь Преображения Господня

## Известные уроженцы и жители
- Семёновский, Пётр (род. 1988) — спортсмен (гребля на байдарках), чемпион мира и Европы.